# Jajjukara
Jajjukara (jap. ヤイユーカラ yaiyūkara) – gatunek literacki wywodzący się z tradycji ajnuskiej. Rodzaj prostej pieśni, wykonywanej najczęściej podczas podróży lub połowu ryb. Już na początku XX wieku był gatunkiem praktycznie wymarłym, Bronisław Piłsudski zdołał zapisać jedyne dwa utwory uznawane za jajjukara. 
Zaliczany do liryki.